# بي آند أو فيريز
بي آند أو فيريز (P&O Ferries) هي شركة بريطانية لتشغيل العبارات، تابعة لشركة موانئ دبي العالمية التي تتخذ من دبي مقراً لها، وتشغل العبارات من المملكة المتحدة إلى أيرلندا وأوروبا القارية (فرنسا وبلجيكا وهولندا).

## علامات تجارية أخرى
على مر السنين ، قامت بي آند أو فيريز بتشغيل العديد من شركات العبارات الفرعية ولكل منها اسمها المميز بما في ذلك:
- باندورو المحدودة.
- فيري ماسترز المحدودة.
- عبارات بي آند أو الأوروبية.
- بي آند أو بورتسموث.
- عبارات بي آند أو بحر الشمال.
- بي آند أو البحر الأيرلندي.
- بي آند أو ستينا لاين (مشروع مشترك).

## وصلات خارجية
- موقع أو ، بي فيري